# 全面战争：三国
《全面战争：三国》是一款由Creative Assembly开发、世嘉发行的回合制策略游戏。该游戏原定于2018年秋季发售，后经过两次跳票延期至2019年5月23日上市，首周销量达100万、最高19万玩家同时在线，首周的商業數據创下全面战争系列之最。

## 游戏内容

### 背景
《全面战争：三国》是全面战争系列游戏在2018年公布的第一部正传作品，同时也是这一系列首次将背景设定为中國，本傳年代设定为190年，正值东汉末年，汉室衰微，群雄割据，玩家可操作遊戲中的一个派系，最终统一天下。遊戲設有「演義」（Romance）及「史實」（Record）、以及體驗一騎當千的「王朝」（Dynasty）三種模式。

### 音乐
背景音乐由Aim Sound Studio工作室制作。宣传片配乐曲使用了中国古代诗词作品的内容，例如刘备派系宣传片中使用了李白所作的《蜀道难》的一部分、《受命于天》资料片的宣传片使用了《道德经》中的“大道废、有仁义，智慧出，有大伪，六亲不和，有孝慈，国家昏乱，有忠臣。”等。
- 男声演唱：唐舰
- 女声演唱：安冰君
- 二胡伴奏：智晓彤

### 傳奇人物
本傳
- 鐵衛：孫堅、韓遂、黃忠、太史慈、趙雲、樂進、徐晃、張遼
- 鬥士：夏侯惇、許褚、典韋、關羽、張燕、郑姜[註 2]
- 軍師：周瑜、諸葛亮、孔融、司馬懿、陶謙
- 先鋒：夏侯淵、孫仁、孫策、甘寧、張飛、馬騰、馬超、公孫瓚、董卓、呂布
- 將帥：曹操、孫權、劉備、劉表、袁紹、袁術、劉璋

黃巾之亂DLC
- 醫者：何儀
- 老兵：龔都、張闓、裴元紹
- 學究：黃邵、何曼

八王之亂DLC
- 鐵衛：司馬越
- 鬥士：司馬乂、司馬亮
- 軍師：司馬穎
- 先鋒：司馬瑋、司馬顒
- 將帥：司馬倫、司馬冏

1 . 3 . 0版本更新
- 軍師：郭嘉、賈詡、龐統
- 先鋒：黃蓋

受命於天DLC
- 鐵衛：何進、皇甫嵩
- 軍師：盧植、貂蟬、荀彧
- 先鋒：何皇后
- 將帥：劉宏、劉寵
- 醫者：張角
- 老兵：張寶、張梁

爾虞我詐DLC
- 鐵衛：程普、劉繇、嚴白虎
- 鬥士：嚴輿
- 軍師：小喬、徐庶、陳宮、張昭、張纮
- 先鋒：高順、紀靈、李傕、周泰
- 將帥：大喬、卞夫人、王朗、麋夫人

威震蠻荒DLC
- 鬥士：魏延
- 軍師：士燮、李儒、荀攸
- 南蠻：孟獲、祝融夫人、木鹿大王、沙摩柯、朵思大王、兀突骨

命運分歧DLC
- 鐵衛：張郃、于禁
- 鬥士：文醜
- 軍師：甄夫人、法正、劉焉
- 先鋒：顏良
- 將帥：袁譚、袁尚、曹仁、曹丕、劉協

## 下载内容（DLC）
- 《全面战争：黄巾之乱》（Yellow Turban Rebellion）：在2019年5月23日与主游戏一同发布，增加何仪、龚都、黄邵三个派系。免费给予预先訂购及在游戏发售后首週訂购的用户[4]。
- 《全面战争：血腥统治》（Reign of Blood）：增加成人级别的血腥暴力元素，以及崭新的处决动作和动画设计。2019年6月27日发售[5]。
- 《全面战争：八王之亂》（Eight Princes）：背景是公元291年西晉八王之亂，玩家可以從楚王司馬瑋、趙王司馬倫、長沙王司馬乂、齊王司馬冏、成都王司馬穎、汝南王司馬亮、河間王司馬顒和東海王司馬越中選擇一名宗王進行遊戲。2019年8月8日發售[6]。
- 《全軍破敵：受命於天》（Mandate of Heaven）：時間點在公元182年，黃巾之亂前夕。太平道張角兄弟三人率領眾教徒，計劃推翻腐朽的漢室，為貧苦百姓帶來希望的亮光。同時發布的免費下載內容中，陶謙成為可操作派系。2020年1月16日正式推出。[7]
- 《全軍破敵：爾虞我詐》（A World Betrayed）：劇本時間設定在公元194年，此時董卓已死，呂布東逃出關，孫策正蜇伏在準備稱帝的袁術下等待機會，正是諸侯混戰的第一個高峰期。此外在免費下載內容中，可以操作嚴白虎派系。
- 《全軍破敵：命運分歧》（Fates Divided）：時空背景來到公元200年，扮演當時中國兩位勢力最為龐大的諸侯：無情的曹操和強大的袁紹，而玩家將能選擇壯大袁紹的軍隊，或是以曹操的身份來阻擋對手，看誰能在這場壯烈的血戰中勝出。兩人麾下滿是當時代最具代表性的戰士，例如鄴城先鋒長槍兵、匈奴貴族騎兵和青州戟兵等等；除此之外，假如順利擊敗對方，還有機會操控精銳的北軍。

## 评价

### 所獲獎項
| 年份 | 獎項           | 類別           | 獲提名             | 結果 | 來源        |
| ---- | -------------- | -------------- | ------------------ | ---- | ----------- |
| 2018 | 遊戲評論家獎   | 最佳 PC 遊戲   | 《全軍破敵：三國》 | 提名 | [ 8 ] [ 9 ] |
| 2018 | 遊戲評論家獎   | 最佳策略遊戲   | 《全軍破敵：三國》 | 獲獎 | [ 8 ] [ 9 ] |
| 2018 | IGN Best of E3 | IGN Best of E3 | 《全軍破敵：三國》 | 獲獎 |             |
| 2019 | 金摇杆奖       | 年度PC游戏     | 《全軍破敵：三國》 | 提名 | [ 10 ]      |
| 2019 | 游戏大奖       | 最佳策略游戏   | 《全軍破敵：三國》 | 提名 | [ 11 ]      |

### 争议
在2021年5月发布《全軍破敵：命運分歧》（Fates Divided）后，Creative Assembly宣布该游戏“所有内容均已经开发完毕”（也就是停止更新）。至此，整个游戏虽然号称“三国”但剧本还没到三国鼎立的时候，只到对应了官渡之战的“命運分歧”就结束了，完全不是“三国”，甚至汉末都不能算是。这种行为导致了玩家的愤怒，当时Steam评价变为“差评如潮”。